# وشمگیر
وُشمگیر پسر زیار (درگذشتهٔ ۱ محرم ۳۵۷ ه‍.ق) با نام کامل ظهیرالدوله ابومنصور وشمگیر زیاری، دومین فرمانروای زیاریان است که پس از کشته شدن برادرش مرداویج، در سال ۳۲۳ هجری قمری، به حکومت رسید. وی پیش از مرگ مرداویج، از جانب او فرمانروای ری بود. دربارهٔ مذهب وشمگیر هرچند ابهام و اختلاف نظر وجود دارد اما، بیشتر او را یک شیعه زیدی می‌دانند.
وشمگیر در ابتدای حکومت علاوه بر گرگان، طبرستان و گیلان بر نواحی مرکزی ایران شامل ناحیه جبال و نیز خوزستان حکومت می‌کرد و برای مدتی بر آذربایجان نیز سلطه یافت. با این حال، وی دچار درگیری با سامانیان و بوییان شد. سامانیان که بر خراسان بزرگ و شرق ایران حکمرانی می‌کردند درصدد بودند نواحی طبرستان، گرگان و ری را به قلمرو خود ملحق کنند. از سوی دیگر بوییان نیز که در فارس مستقر بودند می‌خواستند ناحیه جبال و غرب ایران را تصرف کنند. وشمگیر جنگ‌های بسیاری خصوصاً با بوییان داشت که بیشتر حالت دفاعی و حفظ حدود طبرستان و گرگان را داشتند. بوییان نیز با سماجت برای تسخیر سرزمین‌های اندک وشمگیر می‌جنگیدند. وشمگیر تا پیش از شکست در نبرد ری در سال ۳۲۹ قمری استقلال داشت. اما، با این شکست سرزمین‌های ری و اصفهان را از دست داد و تنها منطقهٔ گرگان و طبرستان در قلمرو او باقی ماند. البته در همین مناطق نیز با شورش‌های مکرر امرای محلی و رهبران علویان طبرستان مواجه بود.
وشمگیر سپس مجبور شد تبعیت از سامانیان را بپذیرد. بدین ترتیب آل زیار به یک دولت محلی تابع سامانیان تبدیل شد. دلیل تغییر موضع سامانیان در برابر وشمگیر ترس از قدرت یافتن بوییان بود. سامانیان سعی می‌کردند بوییان را سرگرم مبارزه با وشمگیر کنند، تا از دست اندازی به مرزهای خراسان فارغ باشند. به عبارتی دولت زیاری دیوار حایلی بین دو دودمان دیگر بود. بدین جهت وشمگیر تا پایان زندگیش با پشتیبانی سامانیان در حال دفاع در برابر بوییان بود و طبرستان و گرگان بارها بین این دو دست به دست شد. وشمگیر برای در امان ماندن از این جنگ‌ها حتی حاضر شد با خلیفه عباسی رابطه برقرار کند. او به واسطهٔ سامانیان از خلیفه خواست که وساطت کند و از بوییان بخواهد که از تعرض به سرزمین‌هایش دست بردارند. وی سرانجام در روز اول محرم ۳۵۷ هجری در حالی که مشغول آماده شدن برای یکی دیگر از این‌گونه نبردها بود، توسط یک گراز کشته شد و پسرش بیستون به جای او نشست.

## منبع‌شناسی
منابع اولیه تاریخ دودمان زیاریان را می‌توان در چند دسته کلی جای داد:
- تاریخ عمومی دسته‌ای از این منابع هستند که به شرح وقایع و حوادث سرزمین‌های اسلامی و خلافت عباسی می‌پردازند. در این میان تعدادی از تاریخ‌نگاران معاصر با زیاریان به موجب حضور ایشان در اوضاع سیاسی زمانه، به آن نیز پرداخته‌اند. مروج‌الذهب، تجارب‌الامم، زین‌الاخبار، الکامل، العبر، تاریخ یمینی و حبیب‌السیر نمونه‌هایی از تاریخ عمومی مذکور هستند. برخی از این کتب متناسب با جهت‌گیری امیری که مورخ برایش می‌نوشته، هستند و عدم بی‌طرفی‌شان مشهود است؛ به‌طور مثال برخی از مورخان خلافت عباسی چهره‌ای زشت از زیاریان را نمایش داده‌اند.[۵]

منابع اولیه: در بین کتاب‌های بالا مروج‌الذهب اثر علی بن حسین مسعودی (وفات ۳۴۶ هجری قمری) در زمان معاصر با وشمگیر نگاشته شده‌است و بنابرین منبعی مطمئن و دقیق برای زمانهٔ او می‌باشد. همچنین کتاب تجارب‌الامم توسط ابن مسکویه (متوفی ۴۲۱ هجری قمری) نوشته شده‌است که کارگزار بوییان بوده و گرچه احتمال گرایش او به این خاندان وجود دارد، اما به علت نزدیک بودن وی به ماجرا و همچنین نقل دقیق وی از افراد مورد اطمینان، موجب اعتبار این کتاب می‌باشد. همچنین وی، در دهه‌های نخستین زندگی، حدود ۳۲۰ تا ۳۴۰ قمری، در شهرری می‌زیست. هر دو کتاب نام‌برده به زبان عربی می‌باشند.
منابع ثانویه: الکامل فی التاریخ ابن اثیر در ابتدای سده هفتم (سیصد سال پس از وشمگیر) نگارش شده‌است. با این حال، به علت استفاده از منابع متعدد و تلفیق اطلاعات آن‌ها حاوی اطلاعات ارزشمندی است. وی در مواردی که دچار تردید شده‌است نیز با رویکردی انتقادی آرای گوناگون را بیان کرده‌است. وی از منابعی بهره برده‌است که امروزه در دسترس نیست. از جمله کتاب گمشده «التاریخ فی اخبار ولاة خراسان» نوشته ابوعلی سلّامی، اطلاعات مفصلی دربارهٔ سامانیان تا مرگ ابوعلی چغانی (وفات ۳۴۴ ه‍.ق) را پوشش داده‌است، که شامل موارد مربوط به وشمگیر نیز می‌شود. از دیگر منابع ابن اثیر، ظاهراً، کتاب گمشده «التاریخ» ثابت بن سنان است که حوادث سال‌های ۲۹۵ تا ۳۶۳ هجری قمری را روایت کرده‌است.
- تاریخ‌های محلی مجموعه کتاب‌هایی هستند که دربارهٔ تاریخ منطقه یا شهر خاصی نوشته شده‌اند. این دسته از کتاب‌ها دارای ارزش بیشتری برای موضوعی همچون تاریخ زیاری هستند، زیرا به علت محدود بودن موضوعات و چارچوب کار مورخ، بیشتر به جزئیات وقایع و حوادث می‌نگرند. از کتب مهم این جرگه می‌توان به تاریخ طبرستان، تاریخ رویان، تاریخ طبرستان و رویان و مازندران و تاریخ جرجان اشاره کرد.[۱۲]

ابن اسفندیار (وفات پس از ۶۱۳ هجری قمری)، نویسندهٔ کتاب تاریخ طبرستان، از دبیران دربار باوندیان بود. وی کتاب خود را در قرن هفتم هجری نگاشته ولی منابعی نظیر «تاریخ التاجی فی دوله الدیلم» اثر ابواسحاق صابی، که او به سختی به آن‌ها دسترسی پیدا کرده‌بود، هم‌اکنون از بین رفته‌اند و بنابرین کتاب وی ارزش ویژه‌ای دارد. در جلد اول تاریخ طبرستان از ابتدا تا اواسط تاریخ وشمگیر پرداخته و در جلد دوم دنبالهٔ آن تا پایان دومین دورهٔ حکومت باوندیان می‌باشد. جلد اول نثری روان دارد ولی جلد دوم احتمال دارد توسط شخص ناشناس دیگری نوشته شده باشد و دارای نثری متکلف است.
دو کتاب تاریخ رویان نوشتهٔ اولیاءالله آملی (بعد از سال ۸۰۵ هجری قمری) و تاریخ طبرستان و رویان و مازندران نوشتهٔ ظهیرالدین مرعشی (وفات ۸۹۲ هجری قمری) نیز اغلب مطالب ابن اسفندیار را تکرار کرده‌اند.
- منابع جغرافیایی نیز می‌توانند برای مطالعهٔ تاریخ مفید فایده باشند. از کتب جغرافی معاصر با زیاریان که به اوضاع جغرافیای اقلیمی و جغرافیای تاریخی می‌پردازند، المسالک و الممالک، حدود العالم و احسن التقاسیم فی معرفة الاقالیم هستند. دو کتاب با نام المسالک و الممالک وجود دارد که هر دو پیش از دوران وشمگیر نوشته شده‌است و کتاب حدود العالم نیز اطلاعات چندانی نداشته و بسیار مختصر می‌باشد ولی احسن التقاسیم در سال ۳۷۵ هجری قمری با دقت مناسبی نوشته شده‌است و از بهترین کتاب‌ها در این زمینه است.[۱۹]
- منابع دیگری نیز علاوه بر کتب تاریخ و جغرافی وجود دارند. من‌جمله کتاب ادبی قابوس‌نامه که از مهم‌ترین منابع اولیه برای شناخت زیاریان به‌شمار می‌آید و توسط کیکاووس، یکی از امیران متأخر زیاری، نگاشته شده‌است.[۲۰]

## نام و نسب
وشمگیر برادر کوچک‌تر مردآویج و پسر زیار بود.
دربارهٔ خاندان زیاریان نوشته‌اند که ایشان از اهالی گیلان بوده‌اند و مدعی شده‌اند که نسبت خاندانشان به «آغش وهادان» یا «ارغوش فرهادان»، که در زمان کیخسرو حاکم گیلان بوده‌است، می‌رسد. همچنین عده‌ای «وردانشاه گیلانی» را جد زیار می‌دانند. همسر زیار دختر تیرداد بود و برادرزن زیار هروسندان، حاکم وقت پادشاهی گیل، بوده‌است. خود زیار در دوران فرمانروایی مرداویج و وشمگیر تا سال ۳۳۷ میلادی زنده بود.
وُشمگیر نامی مرکب از دو واژهٔ «وُشم» و «گیر» می‌باشد. وشم در زبان گیلکی تلفظی از وُشوم است که در فارسی به معنای بلدرچین می‌باشد و به همراه مادهٔ مضارع فعل «گرفتن»، یعنی «گیرندهٔ بلدرچین». احتمال دارد که به جهت علاقه و مهارت وی در شکار بلدرچین، وشمگیر لقب نهاده بودندش. البته نام وی به صورت‌های «وُشْمه‌گیر»، «وَشْمِگیر» و «دشمن‌گیر» نیز ثبت شده‌است. همچنین کنیه وشمگیر «ابومنصور» و لقبش ظهیرالدوله بوده‌است.

## وضعیت سیاسی-اجتماعی قرن چهارم هجری

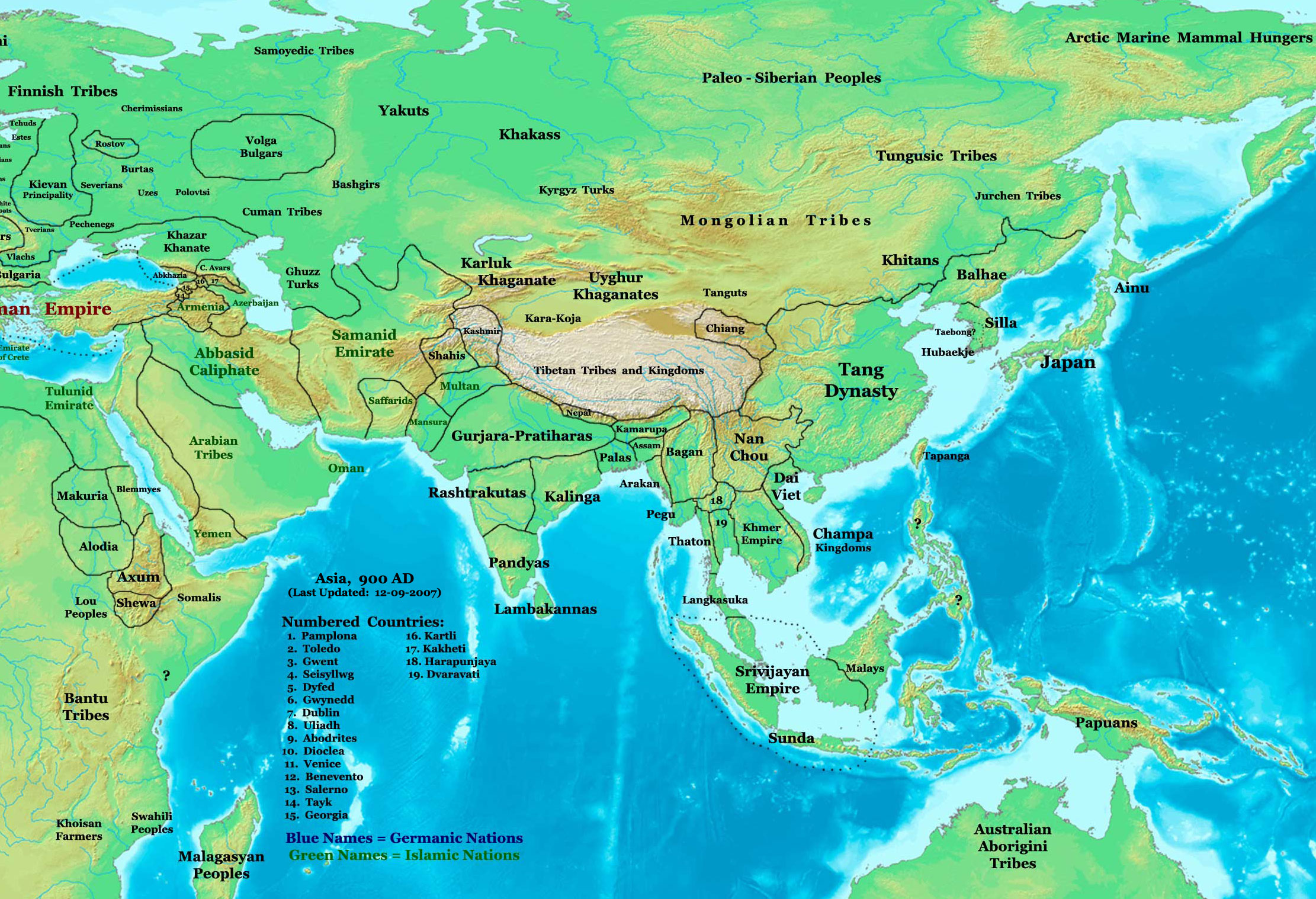
نقشه آسیا در حدود سال ۹۰۰ میلادی/۲۸۷ هجری قمری

در قرن چهارم هجری اکثر مناطق ایران زمین به دین اسلام درآمده‌بودند؛ ولی در طبرستان و گیلان وضع متفاوت بود. مردم این نواحی هنوز به دیانت زرتشتی وفادار بودند. چون تا آن زمان حاکمان مسلمان نتوانسته بودند بر این مناطق چیره شوند، نوعی آزادی دینی و سیاسی در منطقه حاکم بود. بخشی از مردم تحت تأثیر علویان زیدی، که از دست خلفا به منطقه می‌گریختند، به مذهب تشیع گرویدند و تا قرون چهارم و پنجم هجری هنوز نیمی از مردم زرتشتی بودند و نیمی دیگر شیعه شده‌بودند.
در اواسط قرن سوم هجری خلافت عباسی با جنبش‌های استقلال‌طلبانه‌ای مواجه شد که ضعف سیاسی او را در پی داشت. این جنبش‌ها در میان ایرانیان، که از پیش منتظر فرصتی برای شورش بودند، با ظهور دولت‌های سامانیان، صفاریان و زیاریان، به اوج رسید. همچنین اوایل قرن چهارم هجری در شمال ایران جنبش‌های گوناگونی علیه خلیفه آغاز شد که اسفار بن شیرویه، ماکان کاکی، مرداویج و آل بویه از این دسته‌اند. البته مقام خلیفه در سرزمین‌های سنی مذهب هنوز قداست و احترام گذشتهٔ خود را حفظ کرده‌بود و دولت‌ها مجبور به پذیرش خلافت بودند تا مقام خود را مشروعیت بخشند.
بزرگ‌ترین دشمنان خلیفه در این زمان علویان شیعه بودند که ادعای خلافت می‌کردند. در طبرستان و دیلم زیدیان طرفداران بسیاری یافتند ولی پس از دو یا سه نسل علویان طبرستان و گیلان از شعارهای عدالت‌طلبانهٔ نخستین خود عدول کرده و به کنار رانده شدند. این اوضاع زمینه را برای قیام اشرافی که نسب خود را به ساسانیان می‌رساندند، فراهم نمود و در این منطقه نیاز به حکومتی بود که دو قشر شیعیان و زرتشتیان را اقناع کند. مرداویج در این هنگام با ماهیتی دینی (مخالفت با مذهب خلیفه) و سیاسی (بازگشت به جامعه ایران باستان) قیام کرد. وی متناسب با پیشرفت کشورگشایی‌هایش تغییر هویت داده و افکار تازه‌ای بروز می‌داد؛ چنانچه ابتدا واکنشی نسبت به اسلام نشان نمی‌داد ولی پس از مدتی جامهٔ سیاه عباسی پوشید و بعدتر علیه عباسیان شورش کرد.

## آغاز کار زیاریان
در سال ۳۱۸ هجری قمری مردآویج، برادر بزرگ‌تر وشمگیر، که از فرماندهان اسفار بن شیرویه بود علیه او شورید و قلمرو او شامل قزوین، ری، ابهر، قم و کرج را به چنگ آورد. سپس، در سال ۳۱۹ هجری اسفار را اسیر کرد و کشت و توانست همدان، دینور و اصفهان را نیز از سلطه خلیفه عباسی درآورد. در سال ۳۲۰ هجری به جنگ ماکان رفت و پس از شکست دادن وی طبرستان و گرگان را تصرف کرد. در سال ۳۲۱ هجری برای دفع خطر حمله نصر بن احمد سامانی، با وی صلح کرد و گرگان را به وی سپرد و در ازای حفظ ری غرامت پرداخت. سپس روی به سمت جنوب آورد و در سال ۳۲۲ اهواز را تصرف کرد. در این زمان مرداویج در صدد بود که به سوی بغداد لشکرکشی کند و خلافت عباسی را براندازد و تیسفون را پایتخت حکومت زیاریان قرار دهد و امپراتوری ایرانی را احیا کند. با این حال در ۳۲۳ هجری در اصفهان به دست سربازان ترکش به قتل رسید.

## وُشمگیر در دوران مرداویج

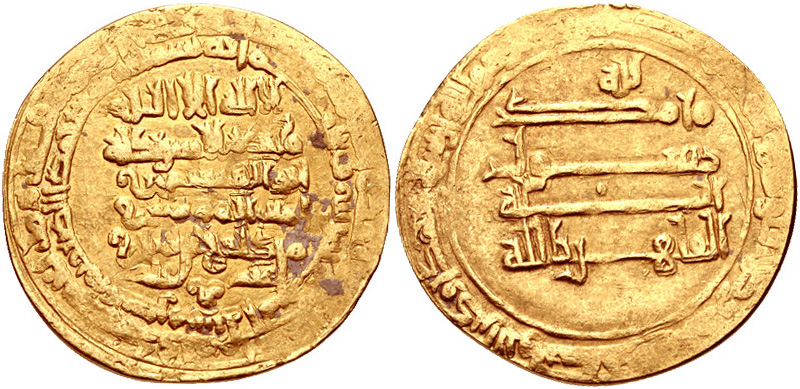
سکه‌ای از دوران مرداویج زیاری

وشمگیر، ابتدا کشاورزی ساده بود. مرداویج پس از به قدرت رسیدن و اتحاد با خلیفهٔ عباسی، المقتدر بالله، کسی به نام «ابن جعد» را در سال ۳۲۰ هجری قمری به دیلم فرستاد تا وشمگیر را نزد او بیاورد. از این قاصد اینگونه نقل شده‌است که:
من او را در میان مردمانی یافتم که به کشت برنج مشغول بودند و هنگامی که آن‌ها مرا دیدند، به من نزدیک شدند. مردمانی بودند سر و پابرهنه و شلوارهای کوتاهی که از تکه‌های پارچه‌های رنگارنگ دُرُست شده‌بود، با لباسی ژنده بر تن داشتند. پیغام مرداویج را به وشمگیر رسانیدم. او در آن لحظه به علامت خشم و نفرت آب‌دهان خود را پرتاب کرد و با صدایی بلند گفت: «می‌خواهد جامهٔ سیاه عباسیان را که به تن دارد، به من نشان دهد؟ من نادانی و جهلی در او یافتم که از بیان آن شرم دارم.»
این داستان از چندین وجه قابل بررسی است. به‌طور مثال ابن اثیر به نقل از فرستاده، وشمگیر را بی‌خبر و عامی معرفی می‌کند؛ همچنین کتاب‌هایی که با خلیفه مرتبط هستند، با نوعی با تحقیر به ماجرا نگریسته‌اند که این امکان وجود داشته‌است که آن‌ها با غرض‌ورزی قصد کم‌ارزش کردن مخالفان خلیفه را داشته‌اند. البته این احتمال هم وجود دارد که وشمگیر به عنوان یک زمین‌دار بزرگ مشغول نظارت بر کشاورزان بوده‌باشد و در چنین حالتی دلیلی برای پوشیدن لباس‌های مجلل نداشته‌است. همچنین ولادیمیر مینورسکی این داستان را از نشانه‌های عامی بودن او می‌داند.
سرانجام با این که وشمگیر از ارتباط دوستانهٔ برادرش با خلیفه خشمگین بود و حتی دعوت برادر را نپذیرفت، مرداویج با اصرار و پافشاری وی را مجبور به تمکین از خواسته‌اش کرد. او سرانجام همراه ابن جعد به قزوین رفته و جامهٔ سیاه عباسیان را به تن کرد و بدین ترتیب وشمگیر توسط برادرش به کارهای حکومتی رسید و والی شهر ری شد.

### شورش بوییان
هنگامی که مرداویج علی بویه را به ولایت کرج منصوب نمود، علی با رفتار مهربان و صمیمیش عده‌ای از سران دیلمی را، که از رفتار مرداویج رنجور بودند، گرد آورد و مرداویج از انتصاب علی پشیمان شد؛ علی بویه فرصت را غنیمت شمرد و علیه او قیام کرد. در سال ۳۲۲ هجری او با ۹۰۰ نفر شهر اصفهان را فتح کرد و مرداویج که احساس ترس و وحشت یافته بود، به وشمگیر مأموریت داد که با لشکری عازم آن شهر شود و علی در پی این لشکرکشی به جنوب گریخت و شهر ارجان را از دست مظفر بن یاقوت بیرون کشیده و در آن مستقر شد. سپس به کمک برادرش، رکن‌الدوله حسن، توانست مناطق فارس و کرمان را گرفته و شیراز را فتح کند. مرداویج از قدرت یافتن آل بویه بیمناک شد. وی وشمگیر را به ری فرستاد تا شخصاً به اصفهان بیاید و از آنجا لشکرکشی‌هایی انجام داد.  وشمگیر موفق شد علی بویی را شکست دهد و او از راه نوبندگان و استخر، به سمت بیضا گریخت. جنگاوری‌های این دوره از وشمگیر جنگجویی کارآمد ساختند. پس از فتح اهواز توسط مرداویج، علی اظهار پشیمانی کرده و با مرداویج صلح نمود. وی برادرش حسن را به عنوان گروگان به مرداویج سپرده و پذیرفت که خطبه به نام او کند. علی بویی با یاقوت بر سر تسلط بر شیراز جنگید و پس از دستیابی به گنجینه‌های این شهر، توانست از سوی خلیفه به عنوان والی فارس معرفی شود. او سعی می‌کرد از ائتلاف مرداویج با دیگر دشمنانش جلوگیری کند. مرداویج هم پس از تسلط بر اصفهان، وشمگیر را به فرمانداری ری فرستاد.

## مرگ مرداویج و آغاز حکومت وشمگیر

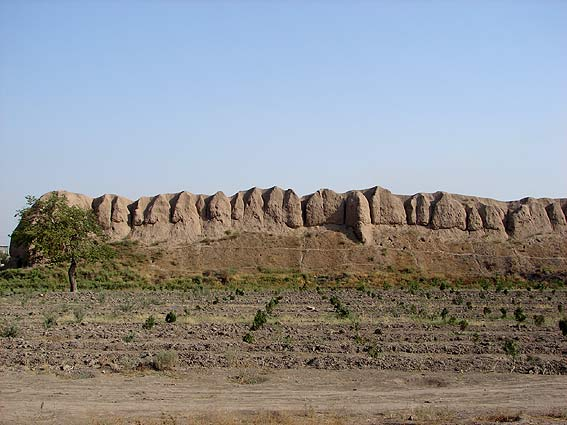
قلعه گبری در ری، که مرداویج در محوطهٔ آن دفن شده‌است.

پس از مرگ مرداویج، در سال ۳۲۳ هجری قمری در اصفهان، لشکریان او جنازه‌اش را به سمت ری بُردند و وشمگیر پابرهنه به پیشباز آن‌ها رفت. در این زمان، سپاهیان و سران دیلمی از اصفهان و خوزستان و دیگر نقاط به ری آمده بوند و پس از رایزنی دیلمی‌ها و گیلانیان، وشمگیر را به جانشینی برادر گزیدند. پس از دفن مرداویج، وشمگیر با لشکریان بیعت کرد و به عبارتی حاکم زیاریان شد.
مهین فهیمی در دانشنامهٔ جهان اسلام معتقد است در این زمان وشمگیر با بذل و بخشش سعی داشت به دل سرداران و سپاهیان راه یابد. از سوی دیگر سربازان ترک پس از مرگ مرداویج سپاه زیاریان را ترک کردند و گروهی به علی بویه در شیراز پیوستند و گروهی به خلیفه ملحق شدند. این امر سبب تضعیف سپاه زیاری شد.
حسن بویی که در شهر ری، نزد وشمگیر گروگان بود، از موقعیت استفاده کرده و گریخت و توانست نیمی از ناحیهٔ جبال را فتح کند. از میان سپاهیان دیلمی خوزستان نظیر «شیرج بن لیلی»، «بلقسم بن بانجین» و «ابن وهبان»، که نزد وشمگیر رفته بودند، او «ابن وهبان قصبانی» را به وزارت برگزیده و دو تن دیگر را برای نگهداری گرگان و طبرستان فرستاد. بلقسم و شیرج به همراهی «لشکری»، «ابوبکر بن المظفر» و «ابراهیم بن فارس» به گرگان رفته و ماکان را از آن شهر بیرون کردند. سپس شیرج و لشکری به ری بازگشتند و بلقسم به مدت یک سال در گرگان به حکومت ماند تا این که درگذشت.

## حکومت و جنگ‌های وشمگیر

### لشکرکشی سامانیان و بوییان

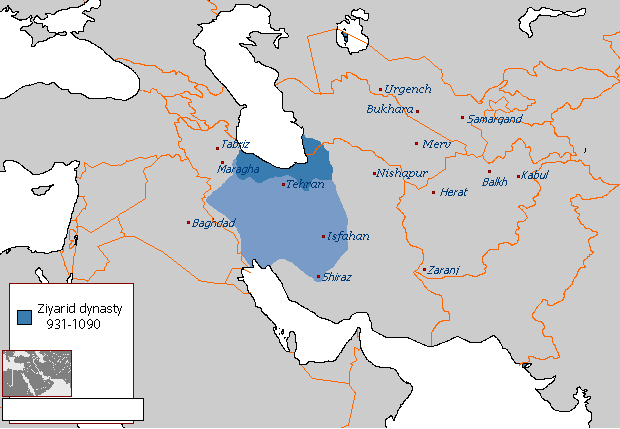
مناطقی که وشمگیر پس از مرگ برادرش از دست داد.

در سال ۳۲۳ هجری، امیر نصر بن احمد سامانی درصدد برآمد نواحی طبرستان، گرگان و ری را به قلمرو خود ضمیمه کند.  بنابرین دستور داد که سپهسالار خراسان، ابوبکر محمد بن مظفر چغانی، از نیشابور به قومس حمله کند و به ماکان دستور داد از کرمان به لشکر چغانی بپیوندد تا با همدیگر گرگان و ری را فتح کنند. ماکان زودتر از چغانی به دامغان رسید و به جنگ بلقسم بن بانجین شتافت ولی شکست خورد و پس از رسیدن چغانی با هم به نیشابور بازگشتند؛ در آنجا امیر سامانی او را حاکم نیشابور نمود. وشمگیر نیز، سلطه سامانیان را پذیرفت تا بتواند با خیال آسوده به مقابله با بوییان بپردازد.
همانطور که اشاره شد، پس از به حکومت رسیدن وشمگیر، حسن بویه، که نزد مرداویج به عنوان گروگان بود، از ری گریخت و نزد برادرش در شیراز رفت. عباس اقبال می‌گوید حسن بویه در اهواز گروگان بوده و پس از سفر فرماندهان خوزستانی به ری، از فرصت استفاده نموده و فرار کرد و علی بویه در این زمان در شیراز بوده و پس از پیمان صلحی که با مرداویج نوشت، منتظر فرصتی برای فتح جبال بود. بنابرین برادرش حسن را با لشکر مجهزی به اصفهان، همدان و دیگر شهرهای جبال فرستاد و حسن یکی یکی آن‌ها را برای دودمان بوییان فتح نمود. از سوی دیگر وشمگیر با آماده‌سازی لشکری به مقابله با او شتافت و نبردهایی در شهرهای اصفهان، همدان، کاشان، قم، کرج، ری، قزوین و… رخ داد. علی نیز خلیفهٔ عباسی، القاهربالله، را مجبور کرد که سپاهیان بصره را برای مقابله با وشمگیر راهی میدان نبرد کند.

### اتحاد با ماکان و امور داخلی

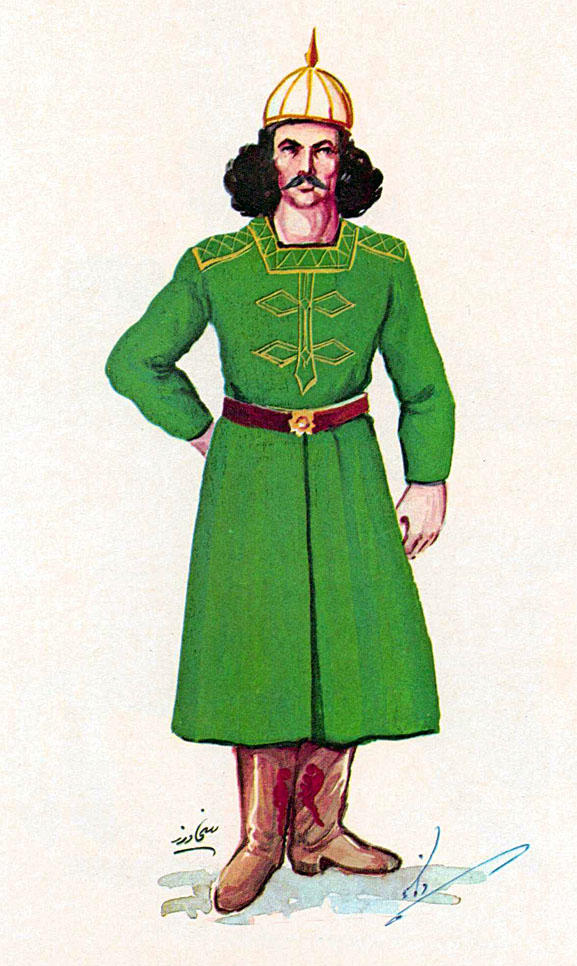
طرحی از سربازان دیلمی که در این دوره بخش‌های قابل توجهی از خاورمیانه را فتح کردند.

در سال ۳۲۴ قمری بلقسم، که حاکم گرگان بود، در میدان گوی بازی درگذشت و «ابراهیم بن کوشیار» برتخت وی تکیه زد و سپاهیان با او بیعت کردند ولی وشمگیر با سپاهش از ری به ساری آمد و ابراهیم بن کوشیار را، که به خدمتش رسیده بود، عزل کرد. سپس با فرستادن نامه‌ای به ماکان بن کاکی، حکومت گرگان را به او پیشنهاد کرد. ماکان، که سال‌های بسیاری را در انتظار حکومت بر این شهر گذرانده بود، مخفیانه با وشمگیر توافق کرده و در سال ۳۲۵ قمری به حکومت گرگان نشست. بدین ترتیب وشمگیر از قدرت نظامی سامانیان کاهید و با اتحاد وشمگیر و ماکان، زنگ خطر برای دولت سامانی به صدا درآورد.
وشمگیر تا این سال در ساری سکونت داشت، تا این که خبر قتل دو تن از کارگزارانش را، به نام‌های «ابوعلی خلیفه» و «لنگ دبیر»، در آمل شنید. همچنین در همین سال در دیلمستان شخصی به نام «ابوموسی بن بهرام» علیه وشمگیر شورید. وشمگیر نیز لشکریان طبرستان را به «ابی داود اسفاهی بن آخُریار» سپرد تا با ابوموسی مقابله کند؛ او نیز به کمک «ابوجعفر محمد بن احمد الناصر» رفته و به همراهی او راهی میدان کارزار شد. پس از شکست شورشیان، وشمگیر حکومت دیلمان و چالوس و مناطق اطراف را به «احمد بن سالار» سپرده و به ترتیب محمد بن احمد الناصر و ابی داود را حاکمان شرع آمل و ساری کرد. الناصر در آمل روزهای دوشنبه و پنجشنبه با مردم ملاقات می‌کرد و یکشنبه و چهارشنبه با علما مناظره می‌کرد. ابی داوود هم حاکمیت ساری را در دست گرفت و از قضا در همین سال با طغیان رودخانهٔ تجن شهر ساری ویران شد و مردم به کوهستان فرار کردند. ابی داوود به کارگزاران و وزیرانش اخطار داده بود که در صورت هرگونه ظلمی به مردم با آن‌ها برخورد می‌کند.

### قضیهٔ آذربایجان
در سال ۳۲۶ قمری «لشکری بن مردی» که از عوامل وشمگیر در جبال بود، با سپاه بزرگی به آذربایجان حمله کرد و «دیسم بن ابراهیم کُرد»، حاکم آذربایجان، را شکست داد و اردبیل، که پایتختش بود، را تصرف نمود. دیسم پس از شکست‌های متوالی نزد وشمگیر رفته و کمک خواست. وشمگیر نیز حاضر شد در مقابل پرداخت صد هزار دینار خراج سالانه و تغییر خطبه به نام زیاریان و بازفرستادن سپاهیان و تأمین هزینه‌شان، به او کمک کند. پس از حاصل شدن توافق آن‌ها، دیسم توانست لشکری را کشته و سپاهش را در ارمنستان شکست دهد.

### نبرد با بوییان در اصفهان و سامانیان در گرگان
جنگ آل بویه و بجکم بر سر فتح عراق عرب موجب شده بود آل بویه مدتی از دیگر جناح‌ها غافل شوند و وشمگیر بدون رقیب مانده بود. وشمگیر پس از آن که توانست اوضاع گرگان و مرزهای خراسان را آرام کند و آذربایجان را مطیع سازد، به مقابله با بوییان شتافت و توانست در سال ۳۲۷ قمری آل‌بویه را شکست داده و اصفهان را فتح کند و با اخراج حسن بویه، خطبه به نام خود کند. وی پس از این پیروزی لشکریان را به قلعه الموت فراخواند و با فتح آن استحکامات، حکومت خود را پابرجا کرد و بسیار نیرومند شد.
پس از خیانت ماکان به دربار سامانیان، امیر سامانی در سال ۳۲۸ قمری ابوعلی احمد چغانی (سپهسالار خراسان) را به سوی گرگان گسیل داشت و چغانی بدون خبر یافتن ماکان توانست تا نزدیکی گرگان پیشروی کند و با محاصره هفت‌ماههٔ گرگان، ماکان را مجبور کرد که از وشمگیر کمک بخواهد. وشمگیر سرداران خود، ابی داوود سفاهی و شیرج بن لیلی، را به کمک او فرستاد و خود نیز پیوسته نیروهایی از گیل‌ها و دیلمی‌ها را به گرگان اعزام می‌کرد. اما شیرج بن لیلی که ناکام مانده بود، واسطهٔ صلح طرفین شد و اجازه گرفت تا ماکان از شهر خارج شود و به طبرستان برود و در عوض چغانی گرگان را گرفته و برای امیر سامانی، نصر بن احمد، فتح‌نامه بفرستد. با اعزام تمام لشکریان زیاری به گرگان، شهر اصفهان نیز خالی از سپاهیان شد. این مسئله طمع بوییان را برانگیخت و رکن‌الدوله حسن بویی بار دیگر بدون مقاومتی توانست حکومت شهر اصفهان را به‌دست گیرد و برخی از سران سپاه وشمگیر را دستگیر کند.
در همین ایام از اصفهان خبر رسید که بوییان قصد دارند ری و عراق عجم را تصرف کنند. وشمگیر لشکرش را به ناحیه‌ای در دو منزلی ری به نام «مشکو» بُرده و با سپاه حسن بویی جنگید. جناحین لشکر وشمگیر شکست سنگینی متحمل شدند ولی وشمگیر شخصاً قلب سپاه خود را به سمت قلب سپاهیان بویی هدایت کرده و آن‌ها را شکست داد. «صاحب بن شادشی» در این جنگ کشته شد و «گیلاگو» به دست بوییان اسیر شد ولی نهایتاً سپاهیان وشمگیر وی را آزاد کردند. بدین ترتیب تا سال ۳۲۸ هجری وشمگیر توانسته بود قلمرو مرداویج را نگهدارد.

### اتحاد مخالفان و نبرد اسحاق‌آباد

مسیر لشکرکشی‌ها پیش و پس از نبرد اسحاق‌آباد

ابوعلی چغانی مدتی در گرگان ماند و ویرانی‌های حاصل از جنگ را بازسازی کرد سپس «ابراهیم بن سیمجور» را به جای خود نشاند. از طرفی عمادالدوله علی بن بویه به چغانی نامه‌ای نوشته و از او خواست تا با حملهٔ مشترک به شهر ری، کار حکومت وشمگیر را یک‌سره کنند. پس از این اتحاد، در سال ۳۲۹ هجری، چغانی به سمت دامغان و سپاهیان بویی به سمت ری حرکت کردند. حسن بویی به اشارت برادرش، علی، مسئول لشکرکشی به ری بود. وشمگیر با آگاهی از این اتحاد، لشکریانش را گردآورد و ماکان، که در ساری فرمان می‌راند، را از طبرستان نزد خود خواند؛ ماکان هم حسن بن فیروزان را جای خویش نشانده و به ری رفت. از سوی دیگر چغانی و علی بویه در نزدیکی ری به هم پیوستند. سرانجام دو لشکر در محرم سال ۳۲۹ قمری به مصاف هم رفتند و در این جنگ ابوعلی چغانی موفق شد قلب سپاه وشمگیر را محاصره کند و در فرصت پیش آمده، ماکان بن کاکی، که در قلب سپاه بود، را کشت. وشمگیر از معرکه گریخته و از لاریجان به آمل رفت. چغانی هم سر ماکان و دیگر سران سپاه وشمگیر را به بخارا فرستاد. گفته شده که تلفات لشکریان وشمگیر در این نبرد شش هزار نفر بوده‌است.
پس از شکست وشمگیر و فرار او به طبرستان، عمادالدوله علی بویه ابتدا به ری رفت و تا پایان زمستان آنجا ماند. سپس زنجان، ابهر، قزوین، قم، کرج، اراک، همدان، نهاوند، دینور و تا مرز حلوان را گشوده و بر همه جا عامل و حاکمی مقرر کرده و باج گیرد. ولیکن بدان جهت که بوییان توان نبرد با سپاه سامانی را در خود نمی‌دیدند، به قلمروشان تعرضی نمی‌کردند و نتیجتاً سامانیان هم با مشکل چندانی روبرو نشدند.

### ماجراهای حسن فیروزان

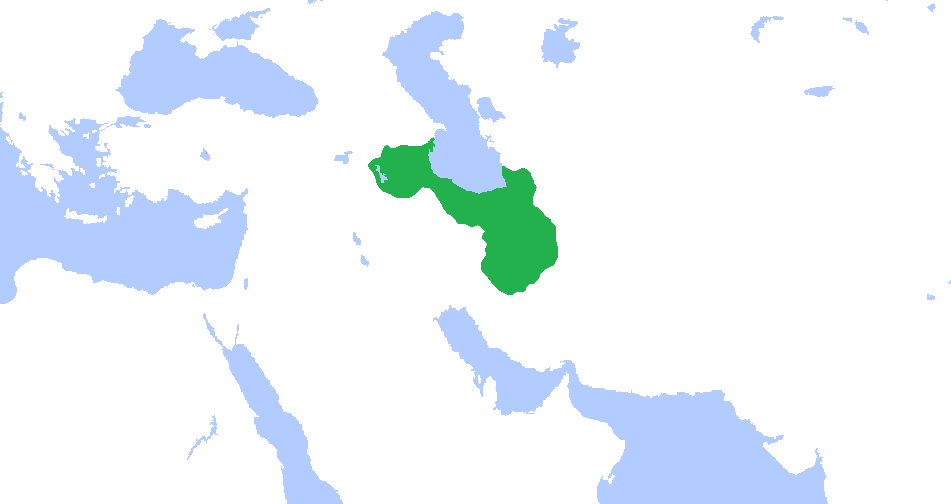
حداکثر قلمروهایی که وشمگیر توانست به‌دست‌آورد.

پس از آن‌که وشمگیر از معرکهٔ جنگ گریخت، به طبرستان رفت تا پس از تجدید قوا به ری بازگردد. وی ابتدا به قلعه‌ای در لاریجان گریخته و پس از ده روز، در ۲۸ ربیع‌الآخر، به مصلی آمل رفت. حسن بن فیروزان، که پسر عموی ماکان بود، به همراه عدهٔ دیگری وشمگیر را عامل قتل ماکان خوانده و از پذیرفتن وی امتناع کردند. وشمگیر نیز در پاسخ شیرج بن لیلی را به ساری فرستاد و پس از فرار حسن فیروزان به گرگان وشمگیر به این شهر رفت و حسن فیروزان را ناگزیر به عراق عجم کشاندند. حسن فیروزان در عراق به ابوعلی چغانی پیوست و او را تحریک کرد تا به گرگان لشکر کشد. در سال ۳۳۱ هجری قمری، با لشکرکشی چغانی به گرگان، وشمگیر به ساری عقب‌نشینی کرد و در ناحیه‌ای به نام «وِلَه‌جوی» دو لشکر با همدیگر جنگیدند و چغانی هم ساری را چندین ماه در محاصره قرار داد و «مزدورگیل»، از سرداران وشمگیر، را کشت ولی با رسیدن فصل زمستان و شنیدن خبر مرگ امیر سامانی، دو گروه متخاصم تصمیم به صلح گرفتند و وشمگیر فرزند خود، سالار بن وشمگیر، را به عنوان گروگان به چغانی سپرده و خطبه به نام امیر سامانی کرد. پس از این ماجرا ابوعلی چغانی به همراه حسن فیروزان و سالار بن وشمگیر به سمت خراسان روانه شد و نیروی زیاریان رو به سستی نهاد.
با مرگ امیر نصر دوم سامانی در بخارا، حسن فیروزان، که از اتفاقات پیش‌آمده ناراضی بود، فرصت را غنیمت شمرد و با غارت تجهیزات و وسایل ابوعلی به همراه سالار بن وشمگیر به گرگان رفت و گرگان، دامغان و سمنان را فتح کرد. از طرفی وشمگیر از بازگشت ابوعلی چغانی بهره بُرد و توانست بار دیگر شهر ری را فتح نماید و طبرستان را به اسپاهی سپرده و خود به ری رفت. بدین ترتیب حسن فیروزان و وشمگیر متحد شدند و سالار نزد پدرش بازگشت.

### دورهٔ جدید جنگ‌ها: اتحاد زیاری-سامانی

#### تحلیلی بر اوضاع دولت زیاری پس از نبرد اسحاق‌آباد

حدود قلمروهایی که وشمگیر بر آن‌ها حکومت کرد؛ مناطق پررنگ‌تر شامل سرزمین‌هایی است که مدت بیشتری در اختیار وی بوده و در مناطق کم‌رنگ‌تر مدت کوتاه‌تری فرمانروایی داشته. مرزها تخمینی می‌باشند.

پس از نبرد اسحاق‌آباد که منجر به قتل ماکان و شکست وشمگیر شد، به تدریج قدرت سیاسی و نظامی زیاریان به سواحل دریای مازندران محدود شد و وشمگیر به عاملی از طرف سامانیان بدل شد. او برای حفظ قدرتش در برابر دشمنانی مانند حسن فیروزان و بوییان مجبور بود به چنین چیزی تن بدهد. وشمگیر خیلی زود تبعیت از سامانیان را پذیرفت. سامانیان هم که به دنبال حکومتی برای حایل قرار دادن بین خود و بوییان می‌گشت، کم‌کم مایل به همکاری با او شده و به حمایت از او پرداخت.
بوییان با سماجت برای تسخیر سرزمین‌های اندک وشمگیر می‌جنگیدند و وشمگیر جنگ‌های بسیاری با بوییان داشت که بیشتر حالت دفاعی و حفظ حدود پایتختش را داشتند، بر این اساس او تا پایان زندگیش در حال دفاع در برابر بوییان بود و طبرستان و گرگان بارها بین این دو دست به دست شد. وشمگیر در آینده برای در امان ماندن از این جنگ‌ها حتی حاضر شد با خلیفه القاهربالله رابطه برقرار کند. او به واسطهٔ سامانیان از خلیفه خواست که وساطت نموده و از بوییان بخواهد که از تعرض به سرزمین‌هایش دست بردارند.

#### مقدمات اتحاد
در پایان رمضان سال ۳۳۱ هجری قمری، رکن‌الدوله حسن بویه بار دیگر از اصفهان به قزوین رفت و قصد کرد تا با استفاده از ضعف وشمگیر، ری را تسخیر نماید. وشمگیر که توان مقابله با بوییان را نداشت، دوباره به سمت طبرستان گریخت. چند تن از سردارانش به نام‌های «شیرمردی» و «کوری گیر بن سررزم» به لشکر بوییان پیوستند و حسن بویه با اعمال شکنجه از عمال وشمگیر مال طلب کرد. از این جمله افراد نام «ابوعلی کاتب»، «احمد بن محمد العمری»، «ابوعمرو زریزادی» و «ابوالحسن مامطیری» در تاریخ آمده‌است. همچنین گفته‌اند ابوالحسن مامطیری از خواجه‌های وشمگیر بود که خزانه‌دار وی نیز بود. او پس از شکنجه‌های فراوان تمام اموال خود را به بوییان داد ولی حاضر نشد هیچ چیزی از اموال وشمگیر را به آن‌ها بدهد.
وشمگیر پس از بازگشت به آمل، قاصدی به نام «بنمان بن الحسن» را نزد حسن فیروزان فرستاده و از وی خواست که بیوهٔ ماکان، میجام، را برایش بفرستد که فیروزان امتناع کرده و بار دیگر شورش کرد. فیروزان و وشمگیر بار دیگر به مبارزه پرداختند و «محمد بن وهری» و «اسماعیل بن مردوچین» از لشکر وشمگیر به حسن فیروزان پیوستند.
وشمگیر در این شرایط تنها راه چاره را پناه به دربار سامانی دید. از طریق جبال قارن نزد اسپهبد شهریار بن شروین، فرمانروای باوندیان، رفت و سپس با خانواده و متعلقات خود به سمت بخارا حرکت کرد. در راه با ابوعلی چغانی برخورد کرد و چغانی که مأمور فتح ری شده‌بود به راه خود ادامه داد و او را به بخارا، پایتخت سامانیان، گسیل داشت؛ ولی خود چغانی در نزدیکی ری با خیانت یارانش روبرو شده و گریخت.
در این هنگام حسن فیروزان و حسن بویی متحد شده و یکی از دختران حسن فیروزان با حسن بویی ازدواج نمود که فخرالدوله دیلمی حاصل این ازدواج بوده‌است. اسفاهی، دوست و جانشین وشمگیر، به قلعهٔ کهرود گریخت و در شهر آمل علیه عاملان زیاری شورش شد و مردم عده‌ای از بزرگان و اشراف را کشتند و «جعفر ابن البنان» را دار زدند. همچنین تعصباتشان علیه قمی‌ها باعث کشتار بسیاری از آنان گشت. حسن فیروزان پس از رسیدن به آمل اسفاهی را شکست داده و پس از کشتنش، اموال او را به قلعهٔ خود در دیلم منتقل کرد.

#### رخدادهای سال‌های ۳۳۳ تا ۳۴۳
در سال ۳۳۳ قمری نوح بن نصر، امیر جدید سامانیان، در بخارا از وشمگیر استقبال کرده و وشمگیر برای تجدید قوا مدتی در آنجا ماند. در همین سال، نوح سامانی یکی از سرداران تُرک خود به نام «منصور بن قراتکین» را با وشمگیر همراه کرد تا با سی هزار نفر بتواند دروازهٔ گرگان را بگشاید. ابوعلی چغانی که به نیشابور رفته بود نیز در این زمان دستور یافت که به کمک قراتکین برود. حسن فیروزان ابتدا چنین نشان داد که قصد مقاومت در گرگان را دارد ولی نهایتاً به ساری گریخت و تمام جاده‌ها و پل‌های مسیرش را تخریب کرد. وشمگیر از مسیر دیگری وی را تعقیب کرده و تا چالوس به دنبالش رفت ولی او به دیلم رفت و منصور قراتکین از وشمگیر برای این حمله مال طلب کرد. وشمگیر به آمل رفت و مبلغ درخواستی را بین مردم تقسیم کرد و عده‌ای از فضلای شهر را مأمور کرد تا سهم هر فرد را از خودش بستانند. علی‌رغم بازگشت قراتکین به بخارا، ابوعلی چغانی ری را فتح کرد و تا ناحیهٔ جبال پیش رفت. در این هنگام نوح سامانی به شکلی ناگهانی چغانی را عزل کرده و مقامش را به ابراهیم بن سیمجور بخشید. ابوعلی چغانی از این عمل آزرده شد و به دربار بوییان رفت و در آنجا با استقبال حسن بویه مواجه گردید.
حسن فیروزان به دیلم گریخت و وشمگیر دوباره به او حمله کرد. حسن فیروزان شهری به نام «دولادار» در کنار ساحل ساخت و پشت دیوارهای آن پناه گرفت. وشمگیر با اسب به دریا زد و با دور زدن دیوار به او تاخت و «ابوالقاسم بن الحسن الشعرایی»، از یاران فیروزان، را گرفته و گردن زد. حسن فیروزان دوباره گریخت و نزد ماناد بن جستان، حاکم جستانیان، پناه گرفت. وشمگیر به آمل عقب نشست و حسن فیروزان بار دیگر پیشروی کرده و در رویان نزد استندار پناه گرفت. وشمگیر به رویان حمله کرده و آن‌ها را مجدداً شکست داد. حسن فیروزان باز هم گریخت و به استرآباد رسید و با قبیله‌اش در قلعهٔ گچین ساکن شد و اینچنین وشمگیر نیز به گرگان آمد.
با فتح بغداد توسط آل‌بویه در سال ۳۳۴ هجری قمری و همراهی خلیفهٔ عباسی با آنان، برادران بویه به اقتدار بیشتری دست یافتند و معزالدین، برادر کوچک‌تر آل‌بویه، پس از تثبیت قدرت خود در دستگاه خلافت، به پشتیبانی مالی و نظامی رکن‌الدوله حسن پرداخت؛ فلذا امید و امکان وشمگیر برای غلبه بر برادران بویی از بین رفت. آن‌ها در سال ۳۳۵ هجری قمری به ری و سراسر جبال چیره شدند و در سال ۳۳۶ هجری قمری با کمک حسن فیروزان به گرگان لشکرکشی کردند و سپاهیان وشمگیر به دشمن پیوستند و شهر را به آل بویه تقدیم نمودند. وشمگیر نیز برای بار دوم به خراسان و شهر اسفراین رفته و گرگان در اختیار حسن فیروزان درآمد. خیانت ارتش وشمگیر به او دو بار پیاپی در در سال‌های ۳۳۵ و ۳۳۶ هجری قمری اتفاق افتاد که دلیلش شاید خستگی سربازان از نبردهای متوالی یا ضعیف شمردن فرمانده‌شان بوده‌باشد.
بنابر گزارش ابن اثیر در سال ۳۳۶ هجری وشمگیر به همراه منصور قراتکین مأمور سرکوب شورش «ابومنصور محمد بن عبدالرزاق»، حاکم طوس و نیشابور، شد. سپاه سامانی موفق به فتح طوس شد و ابومنصور به گرگان عقب‌نشینی کرد و نزد بوییان پناهنده شد. در این هنگام دیسم کُرد به دست مسافریان به زندان افتاده بود و درون خاندان مسافری رقابتی برای حکومت بر آذربایجان شکل گرفته بود. آل‌بویه از این فرصت استفاده کردند و ابومنصور را به عنوان حاکم آذربایجان در آن نواحی مستقر کردند. مسافریان نیز دیسم کرد را آزاد کردند تا با ابومنصور مقابله کند، اما وی موفق به این کار نشد و شکست خورد. بدین ترتیب آذربایجان تحت سلطه بوییان درآمد.
از طرف دیگر در سال ۳۳۷ هجری قمری نوح سامانی بار دیگر به منصور بن قراتکین فرمان داد تا پس از آرام کردن شورش‌های انجام گرفته در نیشابور، به گرگان نیز یورش بَرَد. وشمگیر در این هنگام توانست یکی از فرزندان حسن فیروزان را گروگان گرفته و او را وادار به صلح کند؛ اما در این زمان کدورتی که بین امیر نوح سامانی و منصور قراتکین پیش آمد باعث شد که او گروگانی که نزدش بود را به پدرش بازگرداند و به نیشابور برگردد. وشمگیر به گرگان رفت و حسن فیروزان در ولایت زوزن ماند. در این هنگام حسن بویه به سمت گرگان لشکر آراست و وشمگیر به چالوس گریخت. حسن بویی هم به چالوس رفت و وشمگیر به دیلم پناه برد. در ابتدا دیلمیان از ترس آل بویه به او پناه ندادند. وشمگیر نزد حسین الثائر، حاکم علویان زیدی در هوسم، پناه برد و دیلمی‌ها به خاطر الثائر پناهش دادند. حسن بویه زمانی که در حال تعقیب و گریز وشمگیر بود، خبر مرگ برادرش، علی بویه، را شنید و از آنجا که می‌دانست لشکریان احتمالاً علیه فرزند او، عضدالدوله دیلمی، شورش می‌کنند، به سمت فارس بازگشت.
منصور قراتکین از غیبت حسن بویه بهره بُرد و به ری، کرمانشاه و از جنوب تا اصفهان حمله کرد و پس از انتخاب والی در آن مناطق به نیشابور بازگشت اما مدتی نگذشت که در آنجا درگذشت. مردم بسیاری حول وشمگیر و الثائر جمع شدند و مردم طبرستان به آن‌ها روی آوردند. پس از بازگشت حسن بویی، وشمگیر در سال ۳۳۸ قمری با الثائر از گیلان به طبرستان آمده و آمل را به او سپرد و خود با سپاهش به گرگان رفت. اندکی بعد وشمگیر، برخلاف پیمان خود با الثائر، به نام نوح سامانی خطبه خواند و شیرج بن لیلی و وردانشاه را به آمل فرستاد تا الثائر را بیرون کنند. بدین ترتیب سپاهیان وشمگیر نزدیکان الثائر را کشتند و «محمد بن وهری یا دهری»، از معتمدان الثائر بود، با آنان متحد شد و الثائر پیش از نبرد به دیلم فرار کرد.
رکن‌الدوله حسن بویی مجدداً از شیراز به ری بازگشت و به وشمگیر حمله کرده و وشمگیر از راه ابیورد به دربار سامانیان بازگشت. نوح سامانی این بار ابوعلی چغانی را دوباره در سال ۳۴۰ هجری قمری سپهسالار خراسان نامید و دو سال بعد به جنگ حسن بویه در ری فرستاد. چغانی با حسن بویه صلح کرد و قراری تعیین شد تا بوییان در ازای حکومت بر ری، هر سال دویست هزار دینار به بخارا بفرستند. امیر سامانی و وشمگیر از این صلح‌نامه رضایت نیافتند و چغانی از منصبش عزل شد.
در ۳۴۱ هجری، الثائر علوی با حسن بویه متحد شده و حکم طبرستان را از وی دریافت کرده و در آمل مستقر شد و فرزندانش، زید و رضا، را به ساری فرستاد ولی نتوانست این شهرها را حفظ کند و وشمگیر سریعاً او را از آمل بیرون کرده و پسرانش را گروگان گرفت. الثائر برای آزادی فرزندانش مکاتبه کرده و توانست یکی از آنان را آزاد کند. در سال ۳۴۲، هنگامی که وشمگیر عازم نبرد با حسن بویه بود، الثائر را در طبرستان به حضور پذیرفت و فرزند دیگر وی را نیز آزاد نمود.
ابوعلی چغانی، به بهانه عزل شدن از سپهسالاری سامانیان، به حسن بویه پیوست و در سال ۳۴۳ هجری قمری با هم از دو سمت به طبرستان تاختند تا وشمگیر دوباره ناگریز به مشهد برود. حسن بویه در این زمان از خلیفهٔ عباسی منشور امارت خراسان را خواست و منشور را به نام چغانی نوشتند.

### دورهٔ پایانی حکومت وشمگیر

#### کشاکش با بوییان
با مرگ امیر نوح دوم سامانی در سال ۳۴۳، فرزند او، عبدالملک بن نوح، بر مسند سامانیان تکیه زد. در همین زمان ابوعلی چغانی که به تازگی امارت خراسان را از خلیفه گرفته بود، وفات یافت. در زمان فرمانروایی عبدالملک سامانی، وشمگیر توانست طبرستان و گرگان را فتح کرده و مدت شش سال را به آرامی حکومت کند.
در سال ۳۴۴ هجری رکن الدوله بویی و عبدالملک سامانی صلح کردند که به موجب آن رکن الدوله متعهد شد تا به سرزمین زیاریان در طبرستان تجاوز نکند. با این حال این صلح دیری نپایید و در سال ۳۴۷ هجری، وشمگیر موفق شد برای مدت کوتاهی پایتخت رکن الدوله، شهرری، را تصرف کند. در مقابل رکن الدوله نیز دو سال بعد برای مدت کوتاهی گرگان را فتح کرد.
پس از مرگ عبدالملک سامانی در ۳۵۰ هجری و بروز اختلاف بر جانشینی وی، ابومنصور محمد بن عبدالرزاق، که پیشتر مجدداً از بوییان روگردانده و به نزد سامانیان رفته بود و به مقام سپهسالاری خراسان رسیده بود، بار دیگر علیه سامانیان شورش کرد. وی ابتدا به مرو رفت و به سپاهیان خود اجازهٔ غارت داد، سپس به نسا و باورد روی آورد و دیلمی‌ها را برای تسخیر گرگان ترغیب نمود. وشمگیر در این زمان طبیب ابومنصور را بفریفت و با خوراندن زهر به او موجب ضعفش شد. ابومنصور بدین طریق در نبرد با ارتش سامانی شکست خورد و نهایتاً کشته شد. خواجه نظام الملک روایت متفاوتی دارد که مطابق آن وشمگیر و «ابوالحسن سیمجور» توسط منصور بن نوح مأمور سرکوب ابومنصور شدند و در نبردی که رخ داد، وشمگیر سپاهیان ابومنصور را شکست داده و سرش را برای امیر سامانی فرستاد.

سکه‌ای از اواخر امارت وشمگیر، ضرب شده در ساری.

در سال ۳۵۱ یا ۳۵۵ هجری قمری حسن بویه برای چندمین بار با سه هزار نفر به طبرستان یورش بُرد. این بار وشمگیر به گیلان رفت و با سر و سامان دادن لشکریانش توانست دوباره طبرستان و گرگان را فتح کند.

#### اقدامات لنگر در دیلم
«لنگر پسر وشمگیر» در این دوره از جانب پدرش در گیلان امارت داشت؛ او با مرگ «سیاه گیل بن هروسندان»، پسردایی وشمگیر، دست به گسترش قلمروش زد و حسین الثائر را اسیر کرده و پس از کور کردنش، نزد پدر فرستاد و وشمگیر او را زندانی ساخت. گویا این اواخر یکی از غلامان حسین الثائر هم علیه فرزندان او شوریده بود و دیلمیان خانهٔ الثائر را تاراج کرده بودند.
حسن بویه پس از این اتفاق شخصی به نام «ابومحمد الحسن الناصر» را به مبارزه علیه لنگر فراخواند. لشکریان ابومحمد توانستند هوسم را فتح کرده و در ۳۵۳ هجری قمری لنگر را در یک نبرد بکشند.

#### شورش مهدی زیدی
زیدیان شمال ایران به دو دسته قاسمیه و ناصریه تقسیم می‌شدند. زیدیان طبرستان و دیلم اغلب قاسمی و گیل‌ها ناصری بودند. وجود دو مکتب مختلف زیدی در گیلان و رقابت‌های سنتی مردمان این ناحیه اختلافاتی را در پی داشت. «ابوعبدالله المهدی الدین الله زیدی» یکی از ائمه قاسمیه که در هوسم (مرکز ناصری‌های گیل) حکومت یافت، در اواسط قرن چهارم توانست این اختلاف را کاهش داده و میان دو مذهب اعلام تساوی کند. وی مورد احترام احمد بویی بود؛ چنانچه به عنوان نقیب علویان با امتیاز مهم نپوشیدن جامهٔ رسمی سیاه و عدم حضور در دربار خلیفه، تعیین شد و حتی احمد او را «امام» خود می‌خواند.
ابوعبدالله المهدی توانست حمایت مردمان گیلان و دیلمان را جلب کرده و در سال‌های ۳۵۵ و ۳۵۶ هجری قمری با صدور حکم جهاد علیه وشمگیر و کشیدن مردم عراق به این معرکه، منطقهٔ گیلان را از نفوذ زیاریان بیرون بکشد. او حتی حکومت بر طبرستان را نیز در سر داشت که موفق بدین عمل نشد. زیدیان طبرستان و گیلان پس از او به تساوی مذهبی میان قاسمیه و ناصریه معتقد بودند.

مؤلف مجمل التواریخ و القصص وشمگیر را پادشاهی بدون تدبیر معرفی کرده‌است. وشمگیر آخرین باری که برای جنگ با رکن‌الدوله آماده می‌شد، نامه‌ای سراسر توهین به وی نوشت. ابن‌خلدون وشمگیر را پادشاهی «مدبر و سیاست‌مداری بی‌نظیر» دانسته‌است. وشمگیر در طول زندگیش، ۳۴ سال به جنگ و کشتار پرداخت. او کوشید قلمرو زیاریان را وسعت دهد، اما از همان آغاز، به جنگ و گریز گرفتار شد.

### آخرین لشکرآرایی
وشمگیر طبرستان را فتح کرد ولی هنوز نتوانسته‌بود ری را به قلمرو خود منضم نماید. بزرگ‌ترین مانع او برای این کار حسن بویی بود. با مرگ عبدالملک در شوال ۳۵۰ هجری قمری، منصور یکم بر تخت سامانیان نشست. وشمگیر در این زمان شکایت‌نامه‌هایی علیه آل بویه برای وی می‌فرستد. از طرفی با فتح کرمان توسط یکی از پسران بویه، حاکم پیشین آن شهر با رفتن به بخارا، امیر سامانی را تحریک به مبارزه علیه آل بویه نمود. سرانجام امیر سامانی، با لشکری که مرکب از چند سردار بود، تصمیم گرفت به ری حمله کند و از وشمگیر دعوت به همکاری کرد. وشمگیر فرماندهی لشکری که منصور گسیل داشته بود را برعهده گرفت. در جبههٔ مقابل نیز حسن بویه از دیگر بزرگان خاندان بویه کمک خواست و خود، اهل و عیالش را به اصفهان فرستاد. عضدالدوله دیلمی از کرمان به سوی خراسان حرکت کرد و در عقب لشکر سامانی به سمت ری رفت. وشمگیر نیز این هنگام در گرگان لشکرش را آمادهٔ نبرد می‌کرد. او در این هنگام نامه‌ای توهین‌آمیز به رکن‌الدوله نوشت که مورد شماتت بعضی مؤلفین قرار گرفته‌است.

#### مرگ
در سال ۳۵۷ هجری، درست زمانی که سپاه سامانی برای عملیات مشترک علیه رکن الدوله به گرگان رسیده بود، وشمگیر درگذشت.
روایت مرگ وشمگیر چنین است که در روز ۱ محرم سال ۳۵۷ هجری قمری عده‌ای از منجمان او را از سوار بر اسب شدن منع کردند. او آن روز هنگام نماز پیشین برای دیدن هدایای ارسالی توسط امیر سامانی رفته بود که اسبی زیبا را یافته و هوس کرد سوار آن شود. او هنگام تاختن با اسب، در یک نیزار با گرازی زخمی مواجه شد؛ آن گراز به اسب حمله کرد و وشمگیر با سر به زمین افتاد و درگذشت.
ملا شیخ علی گیلانی در کتاب تاریخ مازندران خود پیش‌بینی مرگ وشمگیر را به کوشیار گیلانی، منجم و ریاضیدان دربار زیاری و متوفی ۴۰۰ هجری، منسوب کرده. اگر این ادعا صحیح باشد، کوشیار می‌بایست در آن زمان ۲۰ تا ۳۰ ساله بوده باشد. ابن عمید، وزیر دربار بوییان، در گزارش مرگ وشمگیر نوشته‌است: «الحمدالله أغنی بالوحوش عن الجیوش».
ابن مسکویه، ابن اسفندیار، مرعشی، خواندمیر و ابن اثیر این رخداد را در یکم محرم ۳۵۷ گزارش کردند و میرخواند و گردیزی ۳۵۶ هجری قمری را زمان وفات وشمگیر می‌دانند. این نکته را هم یادآور می‌شویم که این واقعه در تقویم میلادی برابر دسامبر سال ۹۶۷ خواهد بود.

## شخصیت‌ها و ویژگی‌ها

### خانواده
وشمگیر با دختر یکی از حکام کهستان ازدواج کرده‌بود. همچنین او دختر اسپهبد شروین، از دودمان باوندیان، را هم به ازدواج خود درآورد. وشمگیر سه یا چهار پسر داشت؛ و این اختلاف از آنجاست که بعضی از مورخان سالار را همان لنگر می‌دانند. لنگر همان فرزند وشمگیر است که به حکومت گیلان منصوب شده‌بود. دو پسر دیگر او به ترتیب بیستون و قابوس بودند.

### وزیران
«ابوعبدالله حسین قمی» ملقب به عمید نخستین وزیر وشمگیر بود که در زمان حکومت مرداویج، در ری نزد او بود و کارهای دربارش را انجام داده و مراسلات و دستورهای مرداویج را انجام می‌داد. عمید پس از مدتی وزیر مرداویج شد. پس از قتل مرداویج، وشمگیر «عبدالله ابن وهبان قصبانی» را به وزارت نشاند و عمید از زیاریان جدا شد. وشمگیر به دلیل وفاداری و کاردانی ابن وهبان، او را وزیر کرد، ولی در طول حکومتش اقدامات یا خدماتی از ابن وهبان ثبت نشده؛ گویا وی در این دوران فقط به حل مشکلات مملکت و نامه‌نگاری سرگرم بوده‌است.

### مذهب
دربارهٔ مذهب وشمگیر در منابع اولیه اختلافاتی وجود دارد و اطلاع صریحی از دینش وجود ندارد. «برتلس» او را زرتشتی دانسته‌است. براساس این حکایت که ابن جعد اولین بار وشمگیر را همراه کشاورزان در حال کاشتن برنج دیده‌است، برتلس نوشت: «این رسم زرتشتیان بود که هر سال روزی را به تخم پراکندن با کشاورزان بگذرانند» و «مادلونگ» به پایبندی دیلمی‌ها به اعتقادات زیدی اشاره دارد. حک شدن شهادتین و آیهٔ قرآن بر سکه‌های وشمگیر که در سال ۳۴۷ قمری ضرب شده نیز، نشان دهندهٔ اعتقادات اسلامی وشمگیر است. به نظر «محمدعلی مفرد» هم انتقاد وشمگیر از مرداویج به خاطر تبعیت از خلفای عباسی و رواج روزافزون تشیع در گیلان آن روزها این احتمال را به وجود آورده که زیاریان در ابتدا شیعهٔ زیدی بوده‌اند. با این حال وشمگیر پس از رسیدن به تاج و تخت، واقع‌بینانه حاضر به اطاعت از خلیفه شده و حتی در سکه‌ها از او نام می‌برد.
گویا او بر اساس عقیده‌های شیعی حکومت عباسی را مشروع نمی‌دانست؛ چنانچه با فرزندان ناصر کبیر نزدیک بود و «ابوجعفر محمد بن احمد ناصر» را به عنوان حاکم شرع در آمل منصوب نمود. حتی احتمال داده‌اند که خلیفه به همین جهت با او دشمنی می‌ورزید و بقیه را علیه او تحریک می‌کرد. وشمگیر از مرداویج متعصب‌تر بوده و فقط به اصرار اطرافیان حاضر شد لباس سیاه بپوشد و سکه به نام خلیفه بزند.
در روابط وی با علویان هم اطلاعات چندانی نیست. او با ثائربالله علوی پیمان بست و سپس این پیمان را برهم زد، همچنین حل مشکلات و مسائل مردم آمل را به یک علوی سپرد و از سویی در اواخر حکومتش یک زیدی، با نام ابوعبدالله داعی، علیه او شورید که گویا ظاهر دین را شدیداً رعایت می‌کرد و این می‌تواند نشان دهندهٔ عمل نکردن وشمگیر به ظاهر دین باشد. با این حال هیچ‌کدام از منابع تاریخی کاری که مخالف دین باشد، را از وشمگیر گزارش نکرده‌اند، البته شاید هم دلیلش مقیدتر بودن او نسبت به مرداویج باشد.

### ملی‌گرایی و قوم‌گرایی
وشمگیر برخلاف مرداویج به تاریخ علاقهٔ چندانی نداشت و در پی بازسازی عظمت ساسانیان نبود. گویا ایران‌دوستی تنها عنصری برای آغاز به کار زیاریان بود و پس از آن امرای زیاری توجهی بدان نداشتند. وشمگیر و فرزندانش افکار بلند پروازانهٔ مشابه مرداویج را نداشتند و واقع‌بین و قانع بودند. از وقتی وشمگیر به نام دیگر شاهان سکه زد و خطبه خواند، قدرتی برای رسیدن به افکار مشابه برادرش نماند و بنابرین ایران‌دوستی را کنار گذاشت؛ چنانچه یکی از شاعران معاصر مرداویج می‌گوید «با مرگ مرداویج آتش مجوسیت خاموش شد.»
وشمگیر به جای ملی‌گرایی ایرانی، قوم‌گرایی، که توجیه‌گر حکومتش بر مردم بود، را تقویت می‌نمود.

### در ادبیات
آن‌گونه که عمر خیام در کتاب نوروزنامه نوشته، وشمگیر کتابی به نام «شکر» را به زبان طبری دربارهٔ تربیت و شکار باز نوشته بود که امروزه نسخه‌ای از این کتاب باقی نمانده‌است. دربارهٔ این کتاب گفته‌اند: با این که وشمگیر در دوران حکومتش - به موجب جنگ‌های فراوان - وقت فراغت زیادی نداشت، ولی هر زمانی که فارغ از امور مملکتی می‌شد، به شکار می‌پرداخت و در تربیت باز توانایی زیادی داشت.

## جانشینان
هنگامی که وشمگیر برای نبرد آخر آماده می‌شد، پسر بزرگش، بیستون یا بهستون، در طبرستان حضور داشت و دیگری، قابوس، همراه وی در اردوگاه بود. بعد از مرگ وشمگیر میان دو پسر بر سر جانشینی اختلاف افتاد. قابوس مورد حمایت سرداران دیلمی، اسپهبد باوندی و حکومت سامانی قرار گرفت و بدین ترتیب با آنان بیعت کرد و با کمک ابوالحسن سیمجور، در گرگان به حکومت نشست. بیستون نیز برای کسب قدرت به سمت خاندان بویه منعطف شده و دخترش را به همسری رکن‌الدوله حسن بویی درآورد. سرانجام این اختلافات با با مرگ بیستون در سال ۳۶۶ هجری قمری پایان پذیرفت و قابوس مستقلاً حاکم گرگان و طبرستان شد. زیاریان پس از وشمگیر قریب به یک قرن به حکومت خویش ادامه دادند، ولی پس از او تنها به عنوان حاکمانی محلی در شمال ایران کنونی، مطرح بودند.

## تبارنامه
|  |  |                               |                               |                               |                               | وردان                         | وردان                         | وردان | وردان | وردان        | وردان        |              |              |                                                    |                                                    |                                                    |                                                    | دختر تیرداد                                        | دختر تیرداد                                        | دختر تیرداد                  | دختر تیرداد                  | دختر تیرداد                  | دختر تیرداد                  |                            |                            |                                              |                                              |                                              |                                              |                                              |                                              |                                |                                |                                |                                |  |  |  |  |  |  |  |  |  |  |  |  |  |  |  |  |  |  |  |  |  |  |  |  |  |  |  |  |
|  |  |                               |                               |                               |                               | وردان                         | وردان                         | وردان | وردان | وردان        | وردان        |              |              |                                                    |                                                    |                                                    |                                                    | دختر تیرداد                                        | دختر تیرداد                                        | دختر تیرداد                  | دختر تیرداد                  | دختر تیرداد                  | دختر تیرداد                  |                            |                            |                                              |                                              |                                              |                                              |                                              |                                              |                                |                                |                                |                                |  |  |  |  |  |  |  |  |  |  |  |  |  |  |  |  |  |  |  |  |  |  |  |  |  |  |  |  |
|  |  |                               |                               |                               |                               |                               |                               |       |       |              |              |              |              |                                                    |                                                    |                                                    |                                                    |                                                    |                                                    |                              |                              |                              |                              |                            |                            |                                              |                                              |                                              |                                              |                                              |                                              |                                |                                |                                |                                |  |  |  |  |  |  |  |  |  |  |  |  |  |  |  |  |  |  |  |  |  |  |  |  |  |  |  |  |
|  |  |                               |                               |                               |                               |                               |                               |       |       |              |              | زیار         |              |                                                    |                                                    |                                                    |                                                    |                                                    |                                                    |                              |                              |                              |                              |                            |                            |                                              |                                              |                                              |                                              |                                              |                                              |                                |                                |                                |                                |  |  |  |  |  |  |  |  |  |  |  |  |  |  |  |  |  |  |  |  |  |  |  |  |  |  |  |  |
|  |  |                               |                               |                               |                               |                               |                               |       |       |              |              |              |              |                                                    |                                                    |                                                    |                                                    |                                                    |                                                    |                              |                              |                              |                              |                            |                            |                                              |                                              |                                              |                                              |                                              |                                              |                                |                                |                                |                                |  |  |  |  |  |  |  |  |  |  |  |  |  |  |  |  |  |  |  |  |  |  |  |  |  |  |  |  |
|  |  |                               |                               |                               |                               |                               |                               |       |       |              |              |              |              |                                                    |                                                    |                                                    |                                                    |                                                    |                                                    |                              |                              |                              |                              |                            |                            |                                              |                                              |                                              |                                              |                                              |                                              |                                |                                |                                |                                |  |  |  |  |  |  |  |  |  |  |  |  |  |  |  |  |  |  |  |  |  |  |  |  |  |  |  |  |
|  |  | مرداویج فرمانروایی ۳۱۹ تا ۳۲۳ | مرداویج فرمانروایی ۳۱۹ تا ۳۲۳ | مرداویج فرمانروایی ۳۱۹ تا ۳۲۳ | مرداویج فرمانروایی ۳۱۹ تا ۳۲۳ | مرداویج فرمانروایی ۳۱۹ تا ۳۲۳ | مرداویج فرمانروایی ۳۱۹ تا ۳۲۳ |       |       |              |              |              |              |                                                    |                                                    |                                                    |                                                    | وشمگیر فرمانروایی ۳۲۳ تا ۳۵۷                       | وشمگیر فرمانروایی ۳۲۳ تا ۳۵۷                       | وشمگیر فرمانروایی ۳۲۳ تا ۳۵۷ | وشمگیر فرمانروایی ۳۲۳ تا ۳۵۷ | وشمگیر فرمانروایی ۳۲۳ تا ۳۵۷ | وشمگیر فرمانروایی ۳۲۳ تا ۳۵۷ |                            |                            |                                              |                                              |                                              |                                              |                                              |                                              |                                |                                |                                |                                |  |  |  |  |  |  |  |  |  |  |  |  |  |  |  |  |  |  |  |  |  |  |  |  |  |  |  |  |
|  |  | مرداویج فرمانروایی ۳۱۹ تا ۳۲۳ | مرداویج فرمانروایی ۳۱۹ تا ۳۲۳ | مرداویج فرمانروایی ۳۱۹ تا ۳۲۳ | مرداویج فرمانروایی ۳۱۹ تا ۳۲۳ | مرداویج فرمانروایی ۳۱۹ تا ۳۲۳ | مرداویج فرمانروایی ۳۱۹ تا ۳۲۳ |       |       |              |              |              |              |                                                    |                                                    |                                                    |                                                    | وشمگیر فرمانروایی ۳۲۳ تا ۳۵۷                       | وشمگیر فرمانروایی ۳۲۳ تا ۳۵۷                       | وشمگیر فرمانروایی ۳۲۳ تا ۳۵۷ | وشمگیر فرمانروایی ۳۲۳ تا ۳۵۷ | وشمگیر فرمانروایی ۳۲۳ تا ۳۵۷ | وشمگیر فرمانروایی ۳۲۳ تا ۳۵۷ |                            |                            |                                              |                                              |                                              |                                              |                                              |                                              |                                |                                |                                |                                |  |  |  |  |  |  |  |  |  |  |  |  |  |  |  |  |  |  |  |  |  |  |  |  |  |  |  |  |
|  |  |                               |                               |                               |                               |                               |                               |       |       |              |              |              |              |                                                    |                                                    |                                                    |                                                    |                                                    |                                                    |                              |                              |                              |                              |                            |                            |                                              |                                              |                                              |                                              |                                              |                                              |                                |                                |                                |                                |  |  |  |  |  |  |  |  |  |  |  |  |  |  |  |  |  |  |  |  |  |  |  |  |  |  |  |  |
|  |  | فرهاد                         | فرهاد                         | فرهاد                         | فرهاد                         | فرهاد                         | فرهاد                         |       |       | لنگر (سالار) | لنگر (سالار) | لنگر (سالار) | لنگر (سالار) | لنگر (سالار)                                       | لنگر (سالار)                                       |                                                    |                                                    | بیستون فرمانروایی ۳۵۷ تا ۳۶۶                       | بیستون فرمانروایی ۳۵۷ تا ۳۶۶                       | بیستون فرمانروایی ۳۵۷ تا ۳۶۶ | بیستون فرمانروایی ۳۵۷ تا ۳۶۶ | بیستون فرمانروایی ۳۵۷ تا ۳۶۶ | بیستون فرمانروایی ۳۵۷ تا ۳۶۶ |                            |                            | قابوس فرمانروایی ۳۶۶ تا ۳۷۱ مجدداً ۳۸۸ تا ۴۰۳ | قابوس فرمانروایی ۳۶۶ تا ۳۷۱ مجدداً ۳۸۸ تا ۴۰۳ | قابوس فرمانروایی ۳۶۶ تا ۳۷۱ مجدداً ۳۸۸ تا ۴۰۳ | قابوس فرمانروایی ۳۶۶ تا ۳۷۱ مجدداً ۳۸۸ تا ۴۰۳ | قابوس فرمانروایی ۳۶۶ تا ۳۷۱ مجدداً ۳۸۸ تا ۴۰۳ | قابوس فرمانروایی ۳۶۶ تا ۳۷۱ مجدداً ۳۸۸ تا ۴۰۳ |                                |                                |                                |                                |  |  |  |  |  |  |  |  |  |  |  |  |  |  |  |  |  |  |  |  |  |  |  |  |  |  |  |  |
|  |  | فرهاد                         | فرهاد                         | فرهاد                         | فرهاد                         | فرهاد                         | فرهاد                         |       |       | لنگر (سالار) | لنگر (سالار) | لنگر (سالار) | لنگر (سالار) | لنگر (سالار)                                       | لنگر (سالار)                                       |                                                    |                                                    | بیستون فرمانروایی ۳۵۷ تا ۳۶۶                       | بیستون فرمانروایی ۳۵۷ تا ۳۶۶                       | بیستون فرمانروایی ۳۵۷ تا ۳۶۶ | بیستون فرمانروایی ۳۵۷ تا ۳۶۶ | بیستون فرمانروایی ۳۵۷ تا ۳۶۶ | بیستون فرمانروایی ۳۵۷ تا ۳۶۶ |                            |                            | قابوس فرمانروایی ۳۶۶ تا ۳۷۱ مجدداً ۳۸۸ تا ۴۰۳ | قابوس فرمانروایی ۳۶۶ تا ۳۷۱ مجدداً ۳۸۸ تا ۴۰۳ | قابوس فرمانروایی ۳۶۶ تا ۳۷۱ مجدداً ۳۸۸ تا ۴۰۳ | قابوس فرمانروایی ۳۶۶ تا ۳۷۱ مجدداً ۳۸۸ تا ۴۰۳ | قابوس فرمانروایی ۳۶۶ تا ۳۷۱ مجدداً ۳۸۸ تا ۴۰۳ | قابوس فرمانروایی ۳۶۶ تا ۳۷۱ مجدداً ۳۸۸ تا ۴۰۳ |                                |                                |                                |                                |  |  |  |  |  |  |  |  |  |  |  |  |  |  |  |  |  |  |  |  |  |  |  |  |  |  |  |  |
|  |  |                               |                               |                               |                               |                               |                               |       |       |              |              |              |              |                                                    |                                                    |                                                    |                                                    |                                                    |                                                    |                              |                              |                              |                              |                            |                            |                                              |                                              |                                              |                                              |                                              |                                              |                                |                                |                                |                                |  |  |  |  |  |  |  |  |  |  |  |  |  |  |  |  |  |  |  |  |  |  |  |  |  |  |  |  |
|  |  |                               |                               |                               |                               |                               |                               |       |       |              |              |              |              | منوچهر فرمانروایی ۴۰۳ تا ۴۲۱                       | منوچهر فرمانروایی ۴۰۳ تا ۴۲۱                       | منوچهر فرمانروایی ۴۰۳ تا ۴۲۱                       | منوچهر فرمانروایی ۴۰۳ تا ۴۲۱                       | منوچهر فرمانروایی ۴۰۳ تا ۴۲۱                       | منوچهر فرمانروایی ۴۰۳ تا ۴۲۱                       |                              |                              | دارا فرمانروایی ۴۳۶ تا ۴۴۱   | دارا فرمانروایی ۴۳۶ تا ۴۴۱   | دارا فرمانروایی ۴۳۶ تا ۴۴۱ | دارا فرمانروایی ۴۳۶ تا ۴۴۱ | دارا فرمانروایی ۴۳۶ تا ۴۴۱                   | دارا فرمانروایی ۴۳۶ تا ۴۴۱                   |                                              |                                              | اسکندر                                       | اسکندر                                       | اسکندر                         | اسکندر                         | اسکندر                         | اسکندر                         |  |  |  |  |  |  |  |  |  |  |  |  |  |  |  |  |  |  |  |  |  |  |  |  |  |  |  |  |
|  |  |                               |                               |                               |                               |                               |                               |       |       |              |              |              |              | منوچهر فرمانروایی ۴۰۳ تا ۴۲۱                       | منوچهر فرمانروایی ۴۰۳ تا ۴۲۱                       | منوچهر فرمانروایی ۴۰۳ تا ۴۲۱                       | منوچهر فرمانروایی ۴۰۳ تا ۴۲۱                       | منوچهر فرمانروایی ۴۰۳ تا ۴۲۱                       | منوچهر فرمانروایی ۴۰۳ تا ۴۲۱                       |                              |                              | دارا فرمانروایی ۴۳۶ تا ۴۴۱   | دارا فرمانروایی ۴۳۶ تا ۴۴۱   | دارا فرمانروایی ۴۳۶ تا ۴۴۱ | دارا فرمانروایی ۴۳۶ تا ۴۴۱ | دارا فرمانروایی ۴۳۶ تا ۴۴۱                   | دارا فرمانروایی ۴۳۶ تا ۴۴۱                   |                                              |                                              | اسکندر                                       | اسکندر                                       | اسکندر                         | اسکندر                         | اسکندر                         | اسکندر                         |  |  |  |  |  |  |  |  |  |  |  |  |  |  |  |  |  |  |  |  |  |  |  |  |  |  |  |  |
|  |  |                               |                               |                               |                               |                               |                               |       |       |              |              |              |              | انوشیروان فرمانروایی ۴۲۱ تا ۴۲۲ و مجدداً ۴۳۳ تا ۴۳۵ | انوشیروان فرمانروایی ۴۲۱ تا ۴۲۲ و مجدداً ۴۳۳ تا ۴۳۵ | انوشیروان فرمانروایی ۴۲۱ تا ۴۲۲ و مجدداً ۴۳۳ تا ۴۳۵ | انوشیروان فرمانروایی ۴۲۱ تا ۴۲۲ و مجدداً ۴۳۳ تا ۴۳۵ | انوشیروان فرمانروایی ۴۲۱ تا ۴۲۲ و مجدداً ۴۳۳ تا ۴۳۵ | انوشیروان فرمانروایی ۴۲۱ تا ۴۲۲ و مجدداً ۴۳۳ تا ۴۳۵ |                              |                              |                              |                              |                            |                            |                                              |                                              |                                              |                                              | کیکاووس فرمانروایی ۴۴۱ تا ۴۸۳                | کیکاووس فرمانروایی ۴۴۱ تا ۴۸۳                | کیکاووس فرمانروایی ۴۴۱ تا ۴۸۳  | کیکاووس فرمانروایی ۴۴۱ تا ۴۸۳  | کیکاووس فرمانروایی ۴۴۱ تا ۴۸۳  | کیکاووس فرمانروایی ۴۴۱ تا ۴۸۳  |  |  |  |  |  |  |  |  |  |  |  |  |  |  |  |  |  |  |  |  |  |  |  |  |  |  |  |  |
|  |  |                               |                               |                               |                               |                               |                               |       |       |              |              |              |              | انوشیروان فرمانروایی ۴۲۱ تا ۴۲۲ و مجدداً ۴۳۳ تا ۴۳۵ | انوشیروان فرمانروایی ۴۲۱ تا ۴۲۲ و مجدداً ۴۳۳ تا ۴۳۵ | انوشیروان فرمانروایی ۴۲۱ تا ۴۲۲ و مجدداً ۴۳۳ تا ۴۳۵ | انوشیروان فرمانروایی ۴۲۱ تا ۴۲۲ و مجدداً ۴۳۳ تا ۴۳۵ | انوشیروان فرمانروایی ۴۲۱ تا ۴۲۲ و مجدداً ۴۳۳ تا ۴۳۵ | انوشیروان فرمانروایی ۴۲۱ تا ۴۲۲ و مجدداً ۴۳۳ تا ۴۳۵ |                              |                              |                              |                              |                            |                            |                                              |                                              |                                              |                                              | کیکاووس فرمانروایی ۴۴۱ تا ۴۸۳                | کیکاووس فرمانروایی ۴۴۱ تا ۴۸۳                | کیکاووس فرمانروایی ۴۴۱ تا ۴۸۳  | کیکاووس فرمانروایی ۴۴۱ تا ۴۸۳  | کیکاووس فرمانروایی ۴۴۱ تا ۴۸۳  | کیکاووس فرمانروایی ۴۴۱ تا ۴۸۳  |  |  |  |  |  |  |  |  |  |  |  |  |  |  |  |  |  |  |  |  |  |  |  |  |  |  |  |  |
|  |  |                               |                               |                               |                               |                               |                               |       |       |              |              |              |              | جستان                                              | جستان                                              | جستان                                              | جستان                                              | جستان                                              | جستان                                              |                              |                              |                              |                              |                            |                            |                                              |                                              |                                              |                                              | گیلانشاه فرمانروایی ۴۸۳ تا ۴۸۶               | گیلانشاه فرمانروایی ۴۸۳ تا ۴۸۶               | گیلانشاه فرمانروایی ۴۸۳ تا ۴۸۶ | گیلانشاه فرمانروایی ۴۸۳ تا ۴۸۶ | گیلانشاه فرمانروایی ۴۸۳ تا ۴۸۶ | گیلانشاه فرمانروایی ۴۸۳ تا ۴۸۶ |  |  |  |  |  |  |  |  |  |  |  |  |  |  |  |  |  |  |  |  |  |  |  |  |  |  |  |  |

## برای مطالعه
- صفا، ذبیح‌الله. تاریخ ادبیات ایران. ج. یکم. تهران: انتشارات فردوسی.

- busse, heribert (1975). "Iran under the Buyids".  In Frye, R. N. (ed.). The Cambridge History of Iran, Volume 4: From the Arab Invasion to the Saljuqs. Cambridge: Cambridge University Press. pp. 250–305. ISBN 0-521-20093-8.